# 利奧諾 (伊利諾伊州)
利奧諾（英語：Leonore）是位於美國伊利諾伊州拉薩爾縣的一個村落。

## 地理
利奧諾的座標為41°11′22″N 88°58′53″W / 41.18944°N 88.98139°W，而該地最高點為海拔高度205米（即673英尺）。

## 人口
根據2010年美國人口普查的數據，利奧諾的面積為0.23平方千米，當中陸地面積為0.23平方千米，而水域面積為0.00平方千米。當地共有人口130人，而人口密度為每平方千米565人。